# Binární předpona
Binární předpona je předpona jednotky vyjadřující násobek mocniny 2. Jsou odvozené od předpon soustavy SI, předponě kilo = 10³ = 1 000 odpovídá předpona kibi = 210 = 1 024, předponě mega odpovídá mebi = 220 atd. Používá se zejména v informatice.
Pro velikost paměti se často v informatice používají předpony jednotek SI ve významu binární předpony, tedy jako mocnina čísla 2. Tato dvojznačnost vede ke zmatkům.
Tento posun významu předpon se zažil díky binární technologii adresování operační paměti počítače. Např. 16bitový registr může adresovat 216, tj. 64 × 1 024 neboli 64 kilo paměťových buněk, 32bitový registr může adresovat 232, tj. 4 096 × 1 048 576 neboli 4 giga paměťových buněk. To, co bylo zpočátku myšleno jako zaokrouhlení, se později stalo při počítání kapacity paměti pravidlem.
Předpony kilo-/mega-/giga- atd. se používají v binárním smyslu prakticky vždy[zdroj⁠?!], když je řeč o polovodičových paměťových čipech (RAM, ROM, FLASH atd.). Na trhu dnes sotva najdete čip, jehož kapacita by nebyla z řady 2n bitů. Naopak tam, kde má paměťová kapacita lineární charakter, se binární předpony obvykle nepoužívají.[zdroj⁠?!] Dekadické předpony se používají např. u přenosových rychlostí (např. 1 kbit/s je 1 000 bitů za sekundu).[zdroj⁠?!]
Ke zmatkům dochází například u kapacity pevných disků, která se běžně uvádí v gigabajtech. Mnozí výrobci mají u předpony giga na mysli opravdovou miliardu, i když se v informatice předponou giga často myslí 230, tedy 1 073 741 824. Jiní výrobci zase směšují binární a dekadické předpony, když uvádějí kapacitu disku odvozenou od počtu sektorů, přičemž používají binární kilobyty (1 KB = 2 sektory na disku o velikosti 512 B) a dekadické gigabyty (106 KB). Neznalí zákazníci po zformátování disku zjistí, že má menší kapacitu, než předpokládali. U disku o kapacitě 1 GB je rozdíl asi sedm procent, v případě 1 TB již téměř deset procent.
Proto Mezinárodní elektrotechnická komise (International Electrotechnical Commission, IEC) doporučuje pro mocniny čísla 2 blízké hodnotám předpon SI používat nové předpony. Tento mezinárodní standard má číslo IEC 60027-2 a s platností od 1. dubna 2004 byl přejat do systému českých technických norem pod číslem ČSN IEC 60027-2.
Existují programy, které kombinují jak jednotky SI, tak i IEC, s patřičným označením, např. BitTorrentový klient BitTornado (SI pro rychlosti (1 kB/s = 1 000 B/s) a IEC jednotky pro objemy dat (1 kB = 1 024 B)). Poskytovatelé připojení prakticky výhradně také vyjadřují rychlosti v SI jednotkách[zdroj⁠?!] (obvykle se uvádí bity místo bajtů). Naopak při určování velikosti souborů apod. je víceméně standardem využívání IEC jednotek,[zdroj⁠?!] ovšem s tím, že např. v prostředí Windows se uživatel setká se zkratkou kB, která zde znamená totéž, co KB nebo KiB (tedy 1 024 B), obdobně tu MB = MiB apod. V prostředí Linuxu se používají binární předpony KiB, MiB atd, i když i tady existují výjimky, jako např. linuxový nástroj fdisk, který používá předpony dekadické, tedy např. 160 GB je 160 miliard bajtů. Výrobci pevných disků využívají pro označování SI jednotky, zatímco např. výrobci operačních pamětí používají IEC jednotky (lze to pochopit jako zjednodušení pro spotřebitele, nebo jako jejich klamání), které označují starými SI jednotkami, podobně jako se označují velikosti v prostředí Windows. Je ovšem nutné podotknout, že kromě normy SI a IEC existuje ještě norma JEDEC (sdružení výrobců HW), která se vztahuje zejména na operační paměti a podle které kilobajt představuje 1 024 bajtů, megabajt 1 024² bajtů atd.
| Binární předpony e | Binární předpony e             | Binární předpony e | Binární předpony e | Binární předpony e                |
| Dvojkový řád n: 2n | Nejbližší desítkový řád k: 10k | Značka             | Název              | Hodnota                           |
| --- | ------------------------------ | ------------------ | ------------------ | --------------------------------- |
| 210 = 1024 | 103 = 1000                     | Ki                 | kibi               | 1 024                             |
| 220 = 10242 | 106 = 10002                    | Mi                 | mebi               | 1 048 576                         |
| 230 = 10243 | 109 = 10003                    | Gi                 | gibi               | 1 073 741 824                     |
| 240 = 10244 | 1012 = 10004                   | Ti                 | tebi               | 1 099 511 627 776                 |
| 250 = 10245 | 1015 = 10005                   | Pi                 | pebi               | 1 125 899 906 842 624             |
| 260 = 10246 | 1018 = 10006                   | Ei                 | exbi               | 1 152 921 504 606 846 976         |
| 270 = 10247 | 1021 = 10007                   | Zi                 | zebi               | 1 180 591 620 717 411 303 424     |
| 280 = 10248 | 1024 = 10008                   | Yi                 | yobi               | 1 208 925 819 614 629 174 706 176 |
| Poznámka: 10k není rovno 2n, je to jen nejblíže odpovídající mocnina; jsou z ní však odvozeny názvy i značky obdobně desítkovým předponám. |                                |                    |                    |                                   |